# ستيف وليامز (سائق سباق)
ستيف وليامز (بالإنجليزية: Steve Williams)‏ هو سائق سباق نيوزيلندي، ولد في 29 ديسمبر 1963.

## وصلات خارجية
- الموقع الرسمي